# Richard Jacques
Richard Jacques (Warwick, 1973) és un compositor britànic de música per a videojocs, conegut per les seves creacions per Sonic the Hedgehog. De formació clàssica, va començar la seva carrera com a compositor de la casa i més tard director d'àudio en Sega Europe a Londres.